# Banque industrielle et commerciale de Madagascar
Pour les articles homonymes, voir BICM.
La Banque industrielle et commerciale de Madagascar (BICM) est une banque Malgache. Elle a obtenu son agrément définitif de la Commission de Supervision Bancaire et Financière (CSBF) de la République de Madagascar et a ouvert ses portes en janvier 2003. Son siège est situé à Antananarivo où elle dispose actuellement de trois agences: Ivato, Isoraka et Andraharo.
L'ancien nom (avec le même sigle BICM) était Banque internationale Chine-Madagascar.
La société a pour objet la pratique habituelle des opérations de banques territoriales à Madagascar ou à l'étranger, toutes les opérations financières, commerciales, mobilières et immobilières.
En 2014, la banque a cependant dû cesser toutes ses activités, à la suite d'une décision prise par la CSBF.